# Тонкінська затока
Тонкінська затока або Затока Бакбо (в'єт. Vịnh Bắc Bộ, кит.: 北部湾, піньїнь: Běibù Wān) — затока Південнокитайського моря біля берегів КНР (Гуансі-Чжуанський автономний район, провінція Гуандун, провінція Хайнань) і В'єтнаму (Бакбо). На сході обмежена півостровом Лейчжоу і островом Хайнань, між якими — Хайнанська протока.
В'єтнамці називають його «Північною затокою» або «Хайнанською затокою»; китайська назва — Бейбувань. Назва «Тонкінська затока» походить від старої назви міста Ханой — «Тонкін»; ця назва пізніше розповсюдилася на всю північну частину В'єтнаму.
Довжина затоки Бакбо — 330 км, ширина біля входу — 241 км, глибина — до 82 м. Припливи добові, до 6 м.
Значний порт — Хайфон. Частиною Тонкінської затоки є бухта Халонг.

## Клімат
Акваторія затоки розташована в субекваторіальному кліматичному поясі. Влітку переважають екваторіальні повітряні маси, взимку — тропічні. Сезонні амплітуди температури повітря незначні. Зволоження достатнє. У літньо-осінній період часто формуються тропічні циклони.